# La Vie à deux
La Vie à deux és una pel·lícula de comèdia francesa dirigida el 1958 per Clément Duhour, qui també és autor del guió, i protagonitzada per Pierre Brasseur i Louis de Funès. Pretenia retre homenatge a Sacha Guitry. Fou exhibida a la selecció oficial del Festival Internacional de Cinema de Sant Sebastià 1958.

## Argument
L'autor d'èxit, Pierre Carreau escriu el seu testament i davant de Mme Stéphane, en presència dels seus millors amics i del seu secretari el Sr. Lecomte, declara llegar la seva fortuna a aquells que van servir de models als personatges del seu gran èxit literari, La Vie à deux. Amb la condició que la seva vida hagi estat i sigui sempre feliç, en cas contrari, els amics de l'autor podrien heretar. Dos genealogistes, Pommier i Santis, són designats i els van a buscar. El persegueixen el director Arthur Vattier i l'editor Roland Sauvage, els dos amics atrets per l'avarícia. Després hi ha diversos extractes de les comèdies de Sacha Guitry: Désiré, Faisons un rêve, Le Blanc et le Noir, l'Illusionniste... Cap parella compleix la condició, i Carreau mor tenint al seu costat l'única dona que estimava profundament, Françoise.

## Repartiment
- Louis de Funès: Maître Stéphane, el notari
- Pierre Brasseur: Pierre Carreau
- Danielle Darrieux: Monique Lebeaut
- Sophie Desmarets: Marguerite Caboufigue, esposa de Marcel
- Fernandel: Marcel Caboufigue, el marit de Marguerite
- Edwige Feuillère: Françoise Sellier, ex-Carreau
- Robert Lamoureux: Thierry Raval, l'amant de Monica
- Jean Marais: Teddy Brooks, l'il·lusionista
- Lilli Palmer: Odette de Starenberg, l'amiga del ministre
- Gérard Philipe: Désiré, la nova minyona d'Odette
- Jean Richard: André Le Lorrain
- Pauline Carton: Mrs Vattier, esposa del director
- Mathilde Casadesus: Adèle, cosina d'Odette